# Cryptolaemus
Cryptolaemus là một chi bọ rùa trong họ Coccinellidae. Ấu trùng các loài này ăn các loài rệp sáp trên cây cảnh.

## Các loài
- Cryptolaemus montrouzieri Mulsant, 1850

(và 6 loài ít được biết đến)

## Hình ảnh

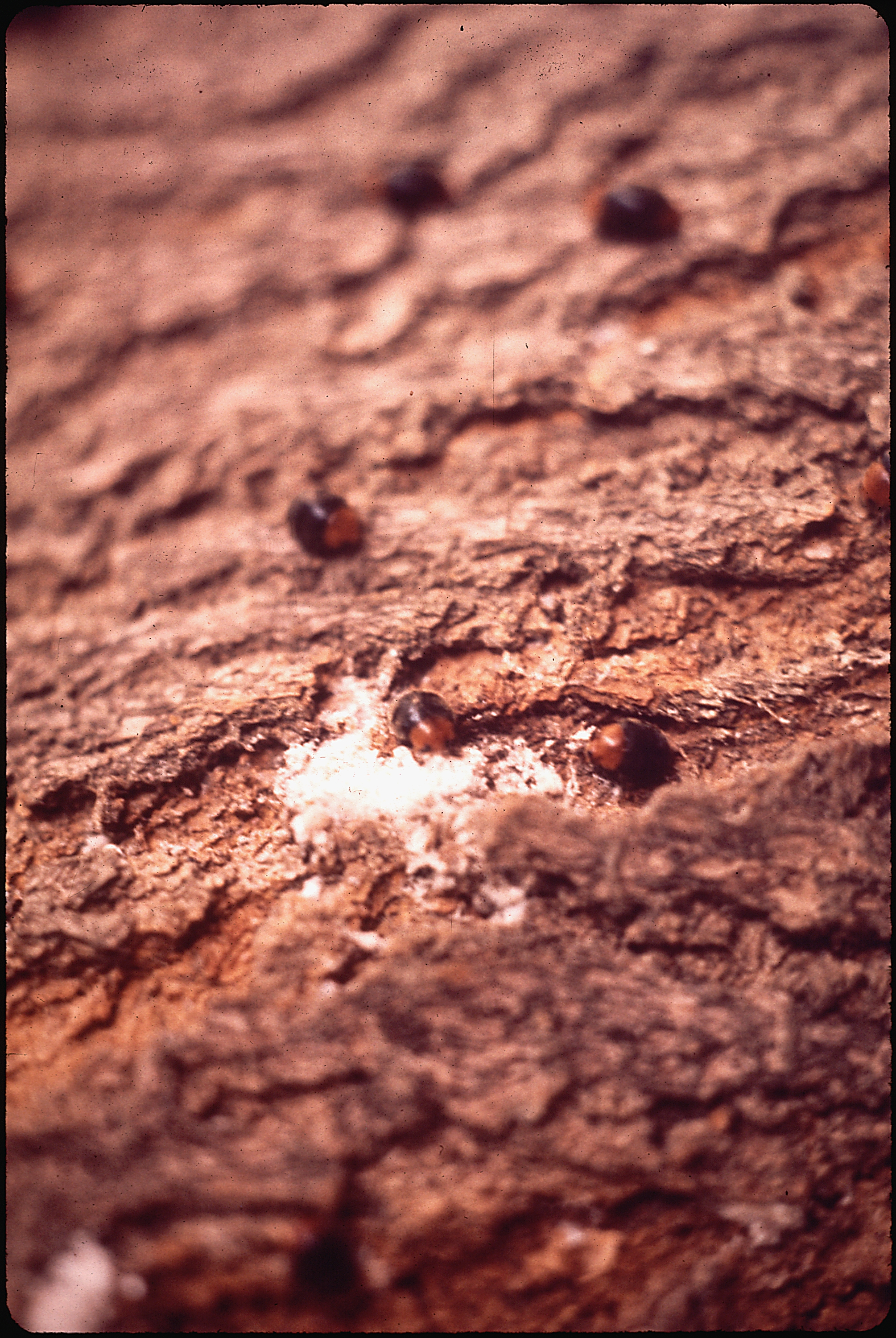